# Bách thanh lưng xám
Bách thanh lưng xám (Lanius tephronotus) là một loài chim thuộc Họ Bách thanh.
Nó được tìm thấy ở Bangladesh, Bhutan, Campuchia, Trung Quốc, Ấn Độ, Lào, Myanma, Nepal, Việt Nam, Nga, Thái Lan, Việt Nam.